# Tachov
Tachov (německy Tachau) je město v okrese Tachov v Plzeňském kraji. Leží 54 kilometrů západně od Plzně, dvacet kilometrů jižně od Mariánských Lázní a jedenáct kilometrů východně od hranice s Německem, na řece Mži, v Tachovské brázdě. Žije zde přibližně 14 tisíc obyvatel, město má rozlohu 41 km².

## Historie

### Středověk
Tachov patří mezi nejstarší sídla západních Čech. Zmínka o osadě Tachov z roku 1115 je falzum, proto první věrohodná písemná zmínka o Tachovu pochází z roku 1126, kdy kníže Soběslav I. nechal přestavět některé důležité hraniční pevnosti – mezi nimi i Přimdu a Tachov. Zmínka z roku 1131 potom již uvádí hrad v blízkosti „vesnice Tachov“.
Osada zaznamenala bouřlivý rozvoj za vlády krále Přemysla Otakara II., který zde nechal vystavět nový hrad a v jeho podhradí založil patrně kolem roku 1275 nové královské město Tachov, které nechal obehnat hradbami. Tyto se zachovaly ve velké míře dodnes a patří mezi nejzachovalejší středověké hradby na českém území. Ve 13. století se Tachov stal lokálním centrem, okolo města vznikaly statky, které podléhaly městskému purkrabímu. Pod moc purkrabího spadalo také 10 až 15 manů (rytířů), kteří tvořili tzv. tachovský manský obvod. Tito manové měli pevně stanovené vojenské povinnosti a za jejich plnění jim byly dány v léno drobné statky v okolí Tachova, např. Pořejov, Lesná, Dlouhý Újezd, Studánka nebo Štokov. Tachovský manský obvod měl spolu s chodskými vesnicemi sloužit především k obraně pohraničí. Po nástupu Lucemburků na český trůn Tachov vykoupil Jan Lucemburský a v roce 1335 zde zřídil speciální manský soud, který měl řešit jejich spory. V Tachově také pobýval Karel IV. V době husitských válek 15. století se v Tachově třikrát střetli husité a jejich odpůrci, z čehož nejvíce se zapsala do historie bitva u Tachova v roce 1427.

### Novověk
Na konci 16. století v roce 1598 tachovští manové odkoupili svá léna do svého vlastnictví a tím zanikl tachovský manský obvod. V roce 1616 město postihl ničivý požár. 17. století bylo pro Tachov vůbec velmi nešťastné. V roce 1623, když se ještě město nestačilo vzpamatovat z velkého požáru, bylo prodáno Janu Filipovi Hussmannovi z Namédy. Byl to trest císaře Ferdinanda II. za účast v protihabsburském povstání. Tachov se tímto stal poddanským městem s omezenými právy a byly mu zabaveny statky, které městu dříve patřily. Za Hussmanna navíc probíhala násilná rekatolizace obyvatelstva. V době třicetileté války bylo město poničeno a vypáleno Švédy. Po třicetileté válce se majiteli města stali Losyové z Losinthalu, kteří v roce 1784 město prodali Windischgrätzům, za nichž Tachov a okolí vzkvétalo a pod tachovský velkostatek spadalo téměř 50 vsí (na dnešním území okresu Tachov je 51 obcí).

### Světové války

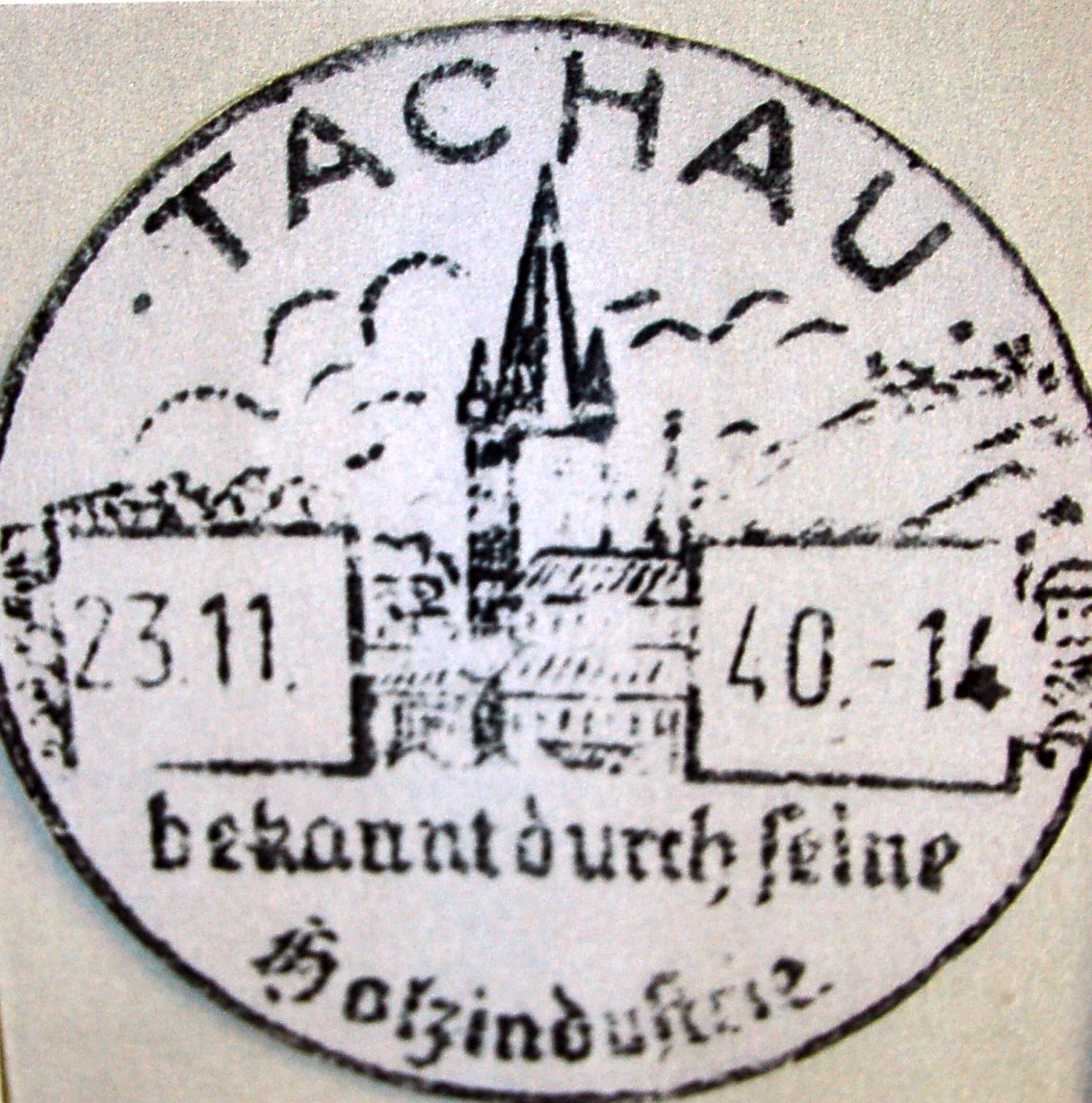
Poštovní razítko z Tachova z roku 1940

V roce 1869 žilo ve městě 3 857 obyvatel, většinou Němců. V roce 1895 byla do města zavedena železnice na trati Planá–Tachov, roku 1910 prodloužená pod Českým lesem až do Domažlic. Do roku 1930 se počet obyvatel zvýšil na 7 000. Poté přišla Velká hospodářská krize a druhá světová válka. V roce 1938 prchla z Tachovska většina zdejší české menšiny, němečtí antifašisté a Židé. Oblast se stala součástí Německé říše.

### Socialismus

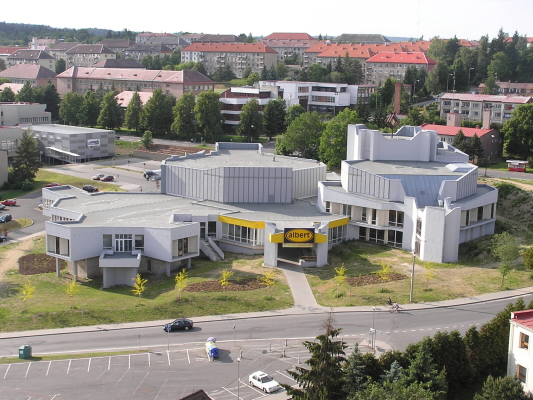
Dnešní obchodní centrum vzniklo z nedostavěného kulturního domu

Po válce bylo pohraničí navráceno Československu a došlo k odsunu německého obyvatelstva. Po něm rapidně klesl počet obyvatel a město bylo, stejně jako jiná pohraniční města, dosidlováno lidmi z českého vnitrozemí a ze Slovenska a také krajany dosud žijícími např. na Ukrajině a v Rumunsku. V roce 1950 žilo v již částečně dosídleném městě 4 073 lidí. V souvislosti s nástupem komunistického režimu v roce 1948 došlo západně od Tachova v Českém Lese k vytvoření „zakázaného pásma“, velké množství vylidněných vsí tím zaniklo. Po roce 1948 počet obyvatel města začal opět stoupat a v 60. letech již převýšil počet obyvatel z roku 1930. Ve městě však chátraly významné památky, například jízdárna ve Světcích, a došlo také k velkým demolicím zchátralé historické zástavby.
Po reformě územního členění v roce 1960 město zůstalo okresním městem a stalo se střediskem pro území o rozloze 1 379 km² z bývalých okresů Tachov a Stříbro. Okres Tachov se stal součástí Západočeského kraje. Kvůli potřebě bytů ve městě začala být stavěna sídliště. Prvním sídlištěm se stalo koncem 50. let sídliště Západ při dnešní ulici Hornická. Kolem roku 1974 bylo vystavěno sídliště Východ při dnešní ulici Stadtrodská. Posledním panelovým sídlištěm se stalo kolem roku 1990 sídliště Rapotín na kopci na jižním okraji města, určené především pro armádu a policii. Došlo také k velkému rozvoji průmyslu. Ve Vítkově na severu města byly zřízeny uranové doly, nejvýznamnějšími průmyslovými podniky se staly Plastimat (dnes Strojplast), Teroz a Rybena. Socialistickým hospodářstvím vznikl podnik Státní statky Tachov. V roce 1974 byla na řece Mži dostavěna vodní nádrž Lučina, která zásobuje pitnou vodou celé Tachovsko. Pod její hladinou zůstala stejnojmenná obec.
V roce 1980 mělo město již 11 000 obyvatel. V 80. letech byly v centru města postaveny tři výrazné stavby. Přímo na náměstí se jednalo o obchodní dům Jednota, v Hornické ulici o tehdejší Okresní výbor KSČ (později byla stavba přestavěna na společenský areál Mže, knihovnu a kanceláře) a kulturní dům, který se začal stavět koncem osmdesátých let a do roku 1989 nebyl dokončen. Po roce 1990 se dlouho nenašel nikdo, kdo by tuto rozestavěnou stavbu dokončil. Až v roce 2004 byla budova dostavěna a stalo se z ní obchodní centrum.

### Po sametové revoluci
Po sametové revoluci v roce 1989 došlo k otevření státní hranice a Tachov přestal být „zapadlým pohraničním městem“, ale mohl začít těžit ze své polohy na hranicích s Německem. Došlo k privatizaci státních podniků a vzniku nových firem hlavně ve službách. Byla zrušena velká vojenská posádka, kasárna byla přestavěna na kanceláře a sídlo okresního ředitelství Policie. Některé podniky zanikly, ale často došlo k jejich odkoupení zahraničními podnikateli. Tím se podařilo udržet nezaměstnanost v celém okrese lehce pod celostátním průměrem. Ve městě se výrazně zlepšila kvalita služeb[zdroj?] a začalo docházet k opravám zchátralých historických památek. V roce 1997 došlo k prodloužení dálnice D5 o 88 kilometrů úsek Plzeň-Rozvadov. Tím se dálnice velmi přiblížila k městu (ze sjezdu EXIT 128 Bor na 12 km). Dálnice podpořila hospodářský rozvoj města i okolí.
V roce 2000 vznikly nové kraje. Okres Tachov se stal součástí Plzeňského kraje. V roce 2003 se Tachov stal obcí s rozšířenou působností. V roce 2002 byl zastaven provoz jediné nemocnice v okrese, nemocnice Planá, z důvodu nedostatku odborného personálu a financí. Nemocnice byla následně privatizována a byla znovu otevřena až po sedmi letech. V roce 2004 došlo k celkové rekonstrukci a přístavbě budovy Okresního soudu v Tachově.

## Obyvatelstvo
Podle sčítání 1930 zde žilo v 1 139 domech 7 075 obyvatel. 451 obyvatel se hlásilo k československé národnosti a 6 495 k německé. Žilo zde 6 722 římských katolíků, 69 evangelíků, 27 příslušníků Církve československé husitské a 180 židů.
| Rok            | 1869 | 1880 | 1890 | 1900 | 1910  | 1921  | 1930  | 1950  | 1961  | 1970  | 1980   | 1991   | 2001   | 2011   | 2021   |
| -------------- | ---- | ---- | ---- | ---- | ----- | ----- | ----- | ----- | ----- | ----- | ------ | ------ | ------ | ------ | ------ |
| Počet obyvatel | 5433 | 5572 | 5680 | 6590 | 7814  | 7902  | 8189  | 4843  | 5606  | 8435  | 11 847 | 12 833 | 12 696 | 12 548 | 12 510 |
| Počet domů     | 708  | 733  | 791  | 937  | 1 093 | 1 149 | 1 360 | 1 334 | 1 104 | 1 160 | 1 252  | 1 459  | 1 616  | 1 737  | 1 916  |

Věková struktura obyvatel roku 2011
Rodinný stav obyvatel roku 2011
Vzdělání obyvatel roku 2011

## Městská správa

### Místní části
Tachov se skládá z devíti částí:

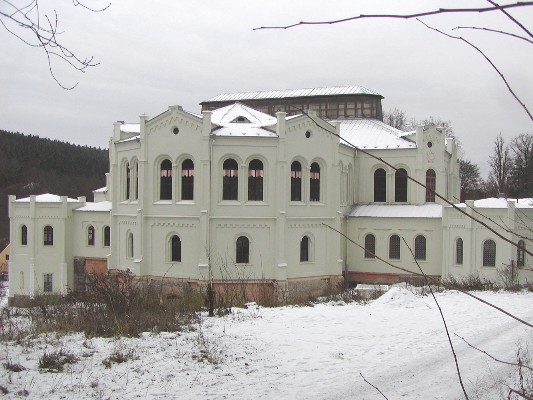
Novorománská jízdárna ve Světcích

- Bíletín, ves asi čtyři kilometry východně od Tachova na železniční trati Tachov-Planá, železniční zastávka. Založena okolo roku 1774, ves je upravená, má zachovalou zástavbu. Dnes přibližně 30 obyvatel.
- Malý Rapotín na jihovýchodním okraji města, zástavbou s Tachovem téměř splývá. Železniční zastávka. První písemná zmínka z roku 1379. Do katastru obce patří část průmyslové zóny města (podnik ROTAREX). V současnosti tam žije okolo 40 lidí.
- Mýto, ves asi pět kilometrů západně od Tachova, nad vodní nádrží Lučina. Dnes tam žije asi 20 obyvatel, v obci je dřevozpracující podnik a farma.

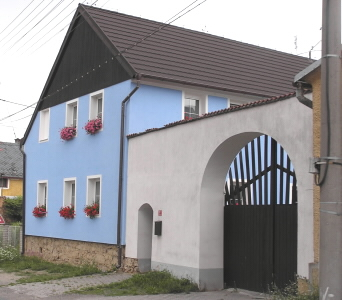
Domy v západní části Oldřichova

- Oldřichov je nejlidnatější a nejstarší místní část Tachova, dnes s ním již stavebně splynula (díky průmyslové zóně). První písemná zmínka je z roku 1251. Vesnicí protéká řeka Mže. Do katastrálního území Oldřichova spadá většina tachovské průmyslové zóny s velkými podniky Strojplast (dříve Plastimat) a Inotech. Dnes ve vesnici žije asi 180 lidí, zajíždí tam pravidelně městská hromadná doprava.
- Světce najdeme dva kilometry západně od Tachova. Najdeme tam pozůstatky bývalého paulinského kláštera, jehož historie sahá do středověku. Klášter zanikl v roce 1786, později ho odkoupil šlechtický rod Windischgrätzů a vybudoval si z něj honosné sídlo, v roce 1861 u něj byla vybudována krásná novorománská jízdárna, která se také jako jediná a spíše šťastnou shodou náhod zachovala do dneška. Ve Světcích sídlí střední průmyslová škola.
- Tachov
- Velký Rapotín, pěkná upravená ves asi čtyři kilometry jižně od centra města. Vsí protéká Brtný potok, první písemná zmínka je z roku 1379. Dnes ve vsi žije okolo 80 obyvatel.
- Vilémov je bývalý panský dvůr, dnes v rekonstrukci. Leží asi dva kilometry východně od Tachova a dva kilometry jižně od Bíletína.
- Vítkov asi jeden kilometr severovýchodně od Tachova, brzy zřejmě dojde ke splynutí zástavby vlivem postupující výstavby na severu města. Vesnice leží na hlavní silnici na Planou. Dnes ji obývá okolo 80 občanů, v její blízkosti vznikly podniky NOVASPORT a KDK. Mezi Vítkovem a Oldřichovem se těžil za socialismu uran.

V letech 1980–1990 byly součástí Tachova i dnes samostatné obce Dlouhý Újezd, Lom u Tachova a Studánka.

### Městské symboly
Znak města je historický, původní vlajka byla také historická, druhý získaly rozhodnutím předsedy Poslanecké sněmovny Parlamentu České republiky dne 31. března 2015.

Vlajka města Košťany (před rokem 2015) Poměr stran: 2:3

## Doprava
Město leží mimo hlavní silniční a železniční tahy. Hlavními silnicemi které procházejí městem jsou silnice II/198 a II/199. Asi jedenáct kilometrů jihovýchodně od města vede dálnice D5.
Město leží na železniční trati Domažlice–Planá u Mariánských Lázní. Do stanice Tachov trať vede úvratí a jezdí na ní pouze osobní vlaky. Nádraží se nachází v severní části města u sídliště Východ. V Plané navazuje trať na hlavní železniční trať Plzeň–Cheb.
Nedaleko nádraží je i nedávno zrekonstruované autobusové nádraží. Veřejnou autobusovou dopravu zajišťuje převážně společnost Arriva Střední Čechy, provozovna Tachov. Na území okresu Tachov má ASČ provozovny v Tachově a ve Stříbře. Z Tachova se rozjíždějí autobusové linky do oblasti Rozvadova, Přimdy, Lesné, Chodského Újezda, Plané, Stříbra a Plzně. V roce 1988 byla v Tachově obnovena linka městské autobusové dopravy, kterou dnes provozuje dopravce VKJ.

## Tvář města

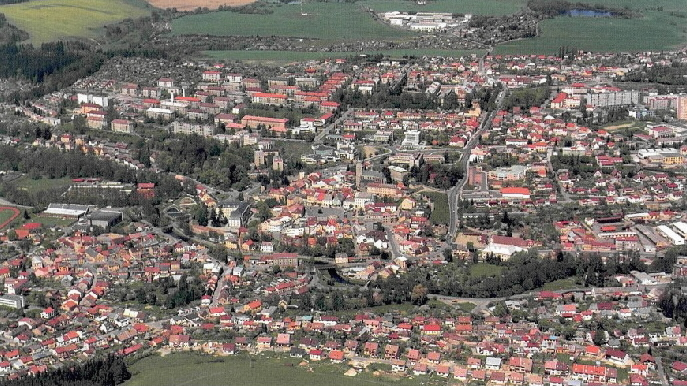
Letecký pohled na Tachov

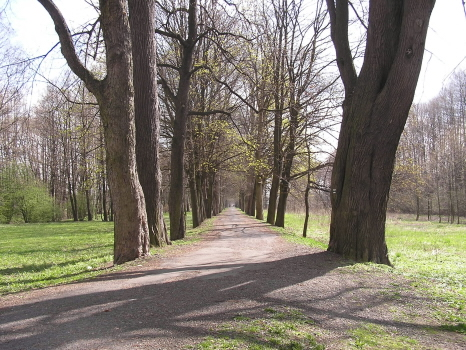
Alej k minerálnímu prameni

Tachov se nachází v údolí řeky Mže a přilehlých kopců. Leží v relativně nepoškozené krajině v podhůří Českého lesa. Ve městě a jeho okolí se nachází množství zeleně, parků, lesů a alejí. Centrum města je klidné a v poslední době již pěkně opravené. Mezi oblíbené vycházkové cíle ve městě patří také Alej k minerálnímu prameni v jihovýchodní části města. Budova okolo pramene je nově opravená.
Krásný kus přírody se nalézá v Aglaině údolí při řece Mži, směrem k jejímu prameni. V tomto údolí stojí také klášter Světce. Rozhled na město se naskýtá od mohyly obětí pochodu smrti na Višňovce, památníku bitvy u Tachova na Vysoké, a také například z panelového sídliště Rapotín (v jehož blízkosti se nachází městský hřbitov).
Město nabízí možnosti kulturního (galerie, kino, muzeum, knihovna, kulturní a společenský sál) a sportovního (zimní stadion, fotbalový stadion, bazén, squash, bowling, skatepark) vyžití. V Tachově jsou rozličné možnosti ubytování i stravování.

## Služby
V Tachově najdeme tři základní školy, šestileté gymnázium, základní školu speciální a základní uměleckou školu. V místní části Světce sídlí střední průmyslová škola, má zde také internát. Ve Václavské ulici se nachází poliklinika. Pro děti byl v roce 1961 otevřen Dům dětí a mládeže Mraveniště. Možnosti nákupu jsou poplatné velikosti města, najdeme zde cca pět větších samoobsluh, čtyři supermarkety a jeden hypermarket. Ve městě sídlí okresní pobočky spořitelen, pojišťoven a bank a také velké množství úřadů od okresní správy HZS, PČR atd. až po městskou radnici, která zároveň spravuje celý správní obvod obce s rozšířenou působností.

## Museum Českého lesa
Museum, které bylo založeno v roce 1954 se nachází v prostoru bývalého františkánského kláštera a je členem Asociace muzeí a galerií. Museum má pro své návštěvníky připraveny tyto zajímavé expozice:
- Bývalý klášterní refektář
- Historii do roku 1945
- Tachovsko v 2. polovině 20. století
- Národopis Českého lesa – přelom 19. a 20. století
- Příroda českého lesa
- Živé museum – interaktivní stezka

## Pamětihodnosti

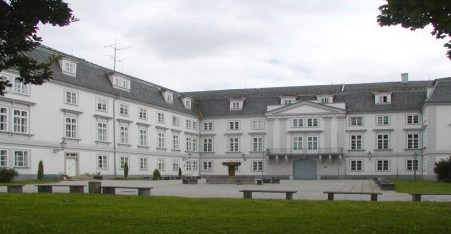
Tachovský zámek v klasicistním stylu

Dominantou celého města je kostel Nanebevzetí Panny Marie, který byl původně vystavěn v raně gotickém stylu, v polovině 14. století rozšířen taktéž v gotickém slohu. Interiér kostela pochází z roku 1670. Kostel prošel v nedávné době rekonstrukcí, která byla z části hrazena evropskými fondy.
Tachovské městské hradby patří k nejzachovalejším v Česku. Jejich současná podoba pochází z přelomu 13. a 14. století. Hradby obklopují historický střed města v délce asi 700 metrů.
Významnou památkou je zámek Tachov, který vznikl přestavbou gotického hradu v 17. století. V roce 1770 vyhořel, v roce 1784 byl obnoven v klasicistním stylu. Zámek prošel velkou rekonstrukcí na sklonku sedmdesátých let 20. století a v roce 2014. Od té doby se mohou návštěvníci zúčastnit komentovaných prohlídek. Do areálu zámku původně patřil i barokní mlýn.
Pozoruhodný je i gotický kostel svatého Václava, stojící na starém hřbitově.
Historii zachycuje také svými pozoruhodnými expozicemi Museum Českého lesa v Tachově.
V lokalitě Vysoká nad městem stojí od roku 1971 památník bitvy u Tachova. Na Třešnovce v severní části města je mohyla na místě posledního odpočinku 232 obětí pochodů smrti, které na konci druhé světové války procházely územím Tachovska. Ve městě se také nachází dva židovské hřbitovy, starý a nový.
Ve Světcích, které jsou vzdáleny dva kilometry severozápadně od středu města, jsou pozůstatky kláštera, který byl zrušen v roce 1786. Jediná zachovalá stavba je národní kulturní památka – monumentální Windischgrätzova jízdárna v pseudorománském stylu. Této krásné stavbě již hrozil po letech chátrání zánik, ale podařilo se ji zrekonstruovat. Rekonstrukce byla z velké části hrazena fondem pro záchranu významných památek ministerstva kultury a z rozpočtu města Tachova. V prostorách zrekonstruované jízdárny se pravidelně konají kulturní a společenské akce, jichž se zúčastňují i přední světoví umělci.

## Osobnosti
- Max von der Grün (1926–2005), německý spisovatel a člen Mezinárodního PEN klubu prožil část dětství v obci Pavlův Studenec u Tachova[10]
- Frank Kohner (1910–2011), americký podnikatel[11] a spisovatel[12]
- Peter Kurzeck (1943–2013), německý spisovatel[zdroj?]
- Franz Rumpler (1848–1922), žánrový malíř
- Alfred Windischgrätz (1787–1862), rakouský polní maršál, velitel pražské posádky roku 1848, majitel zrušeného kláštera v Kladrubech u Tachova
- Alfred August Windischgrätz (1851–1927), politik

## Galerie

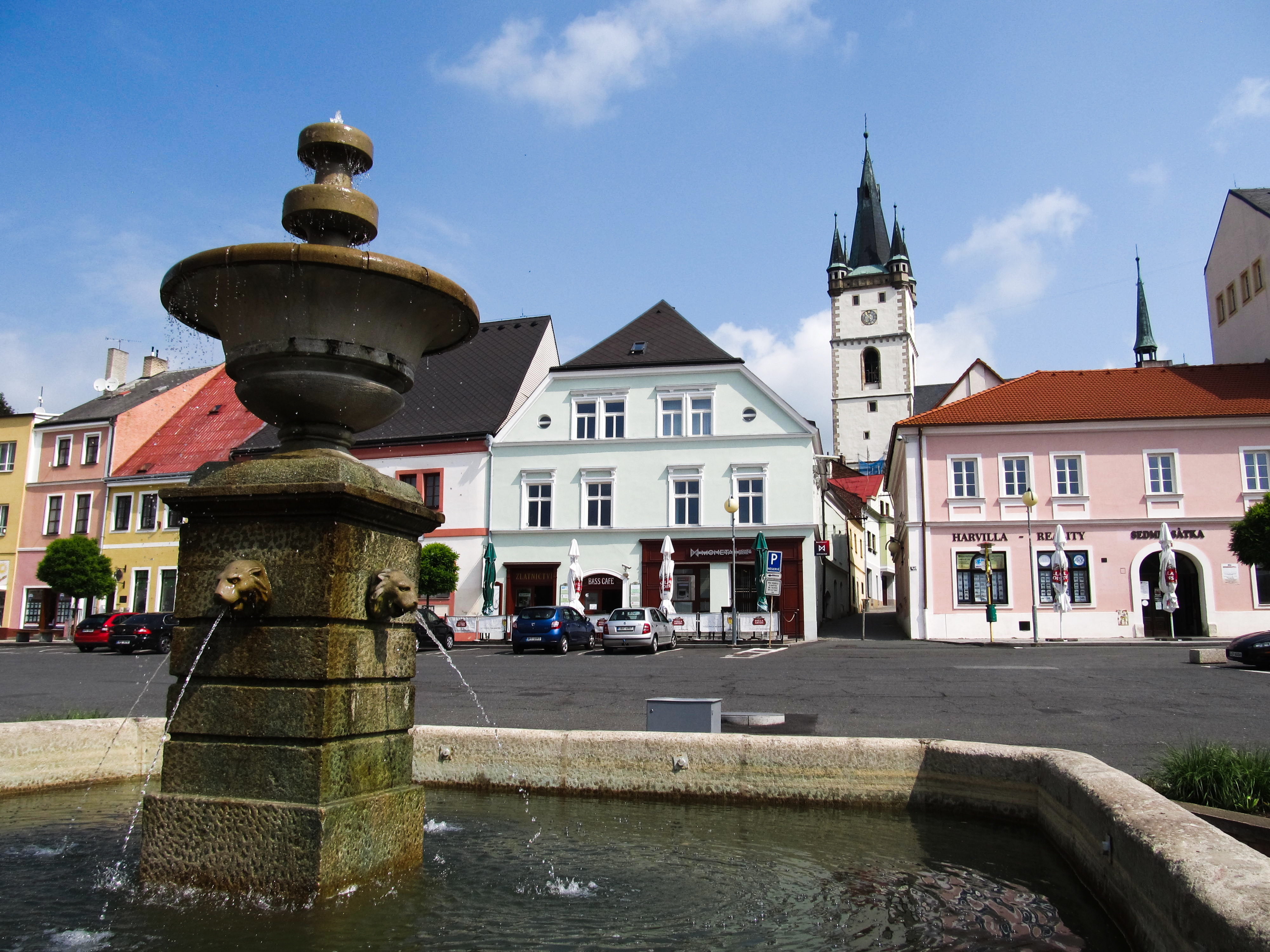
Náměstí Republiky
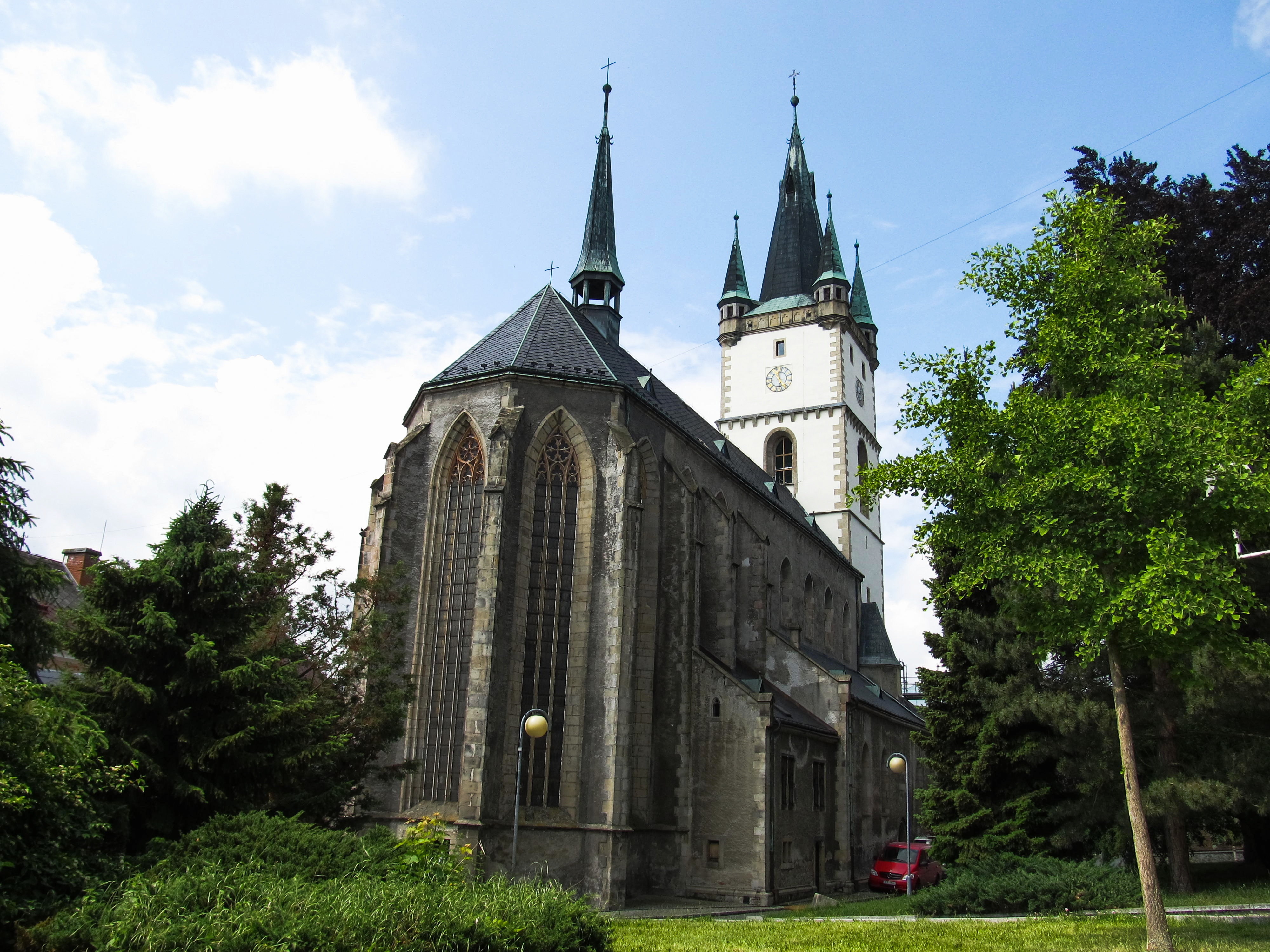
Kostel Nanebevzetí Panny Marie
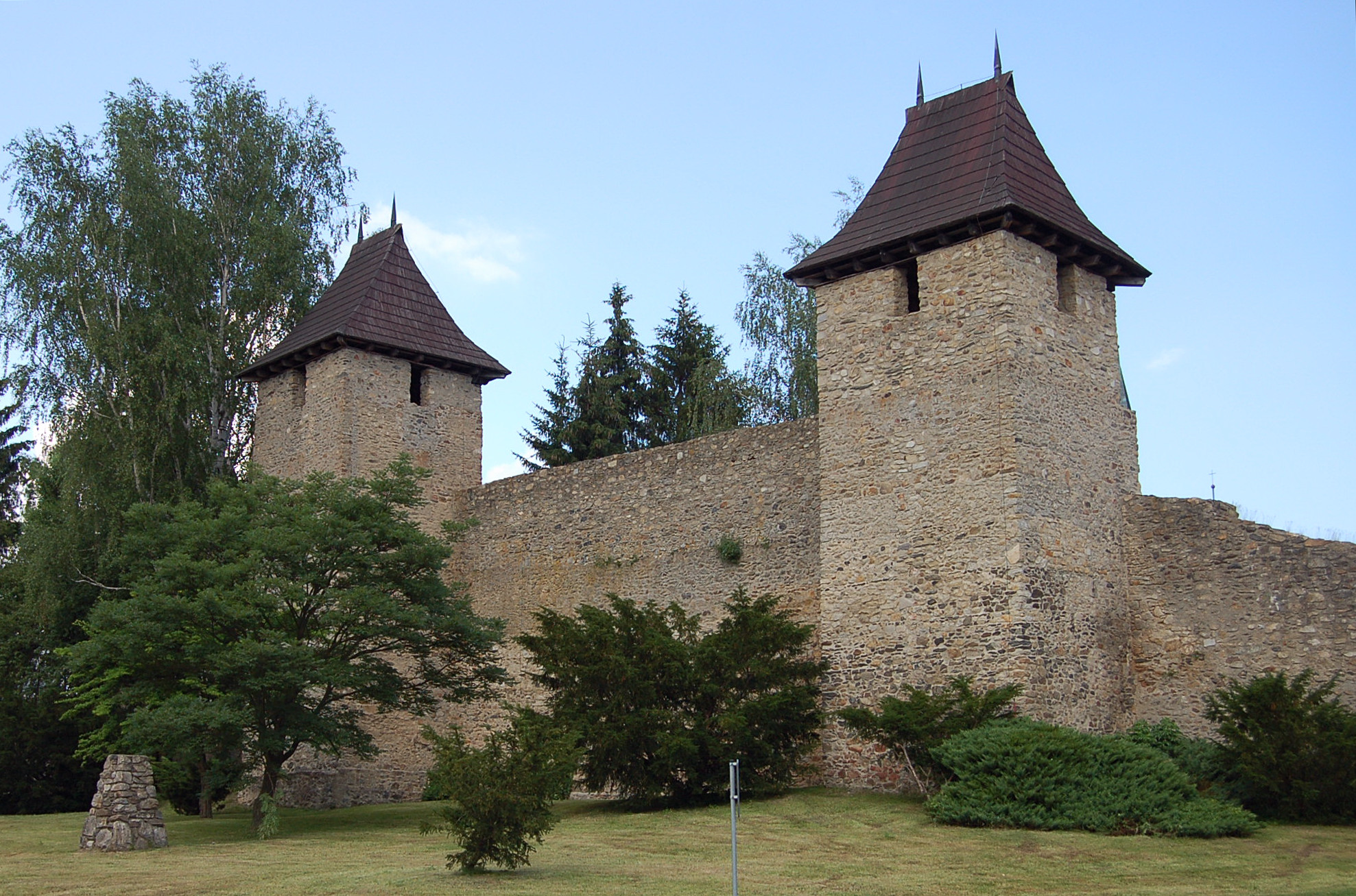
Městská hradba
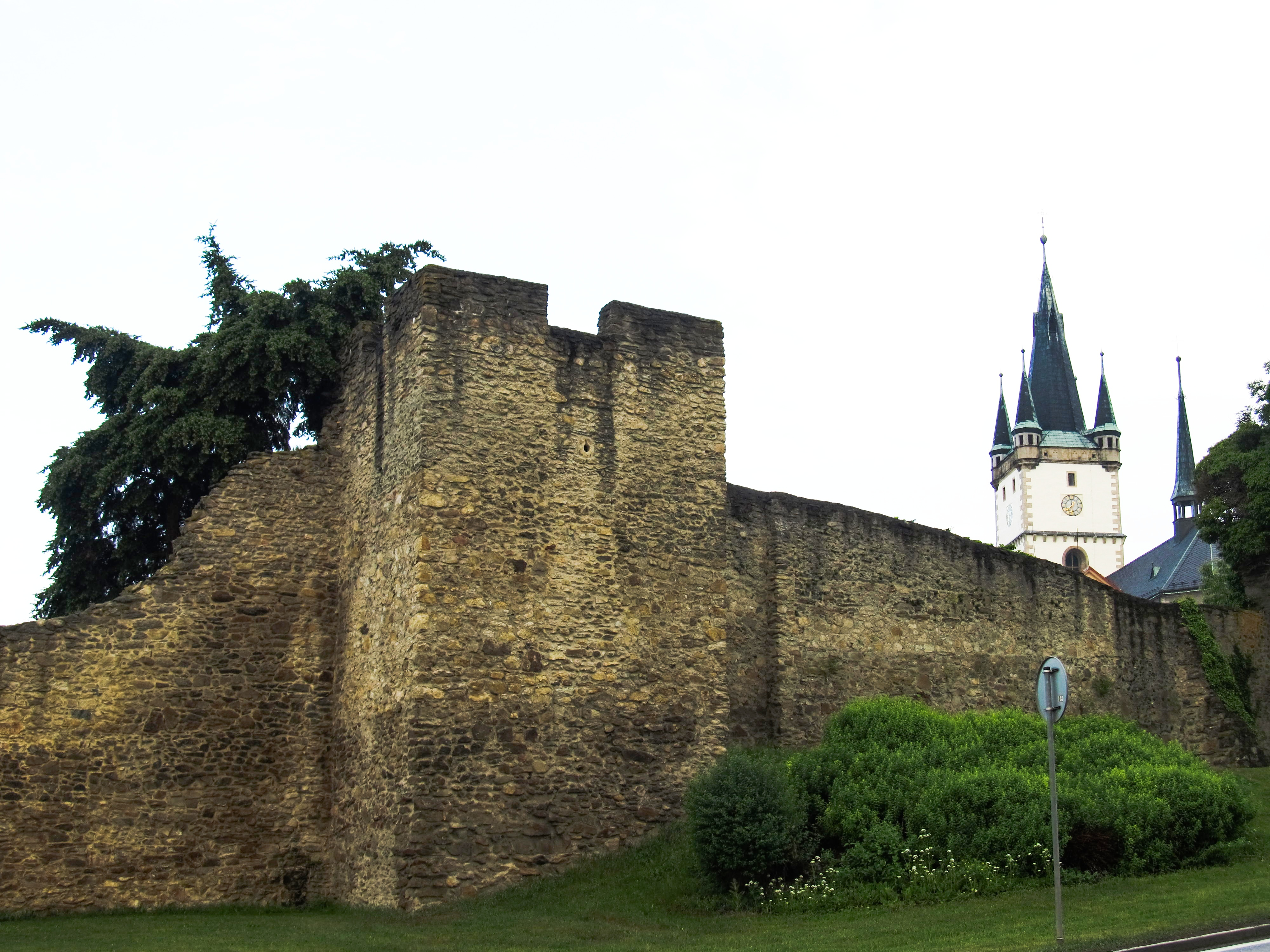
Městské hradby s věží kostela Nanebevzetí Panny Marie z Panenské ulice
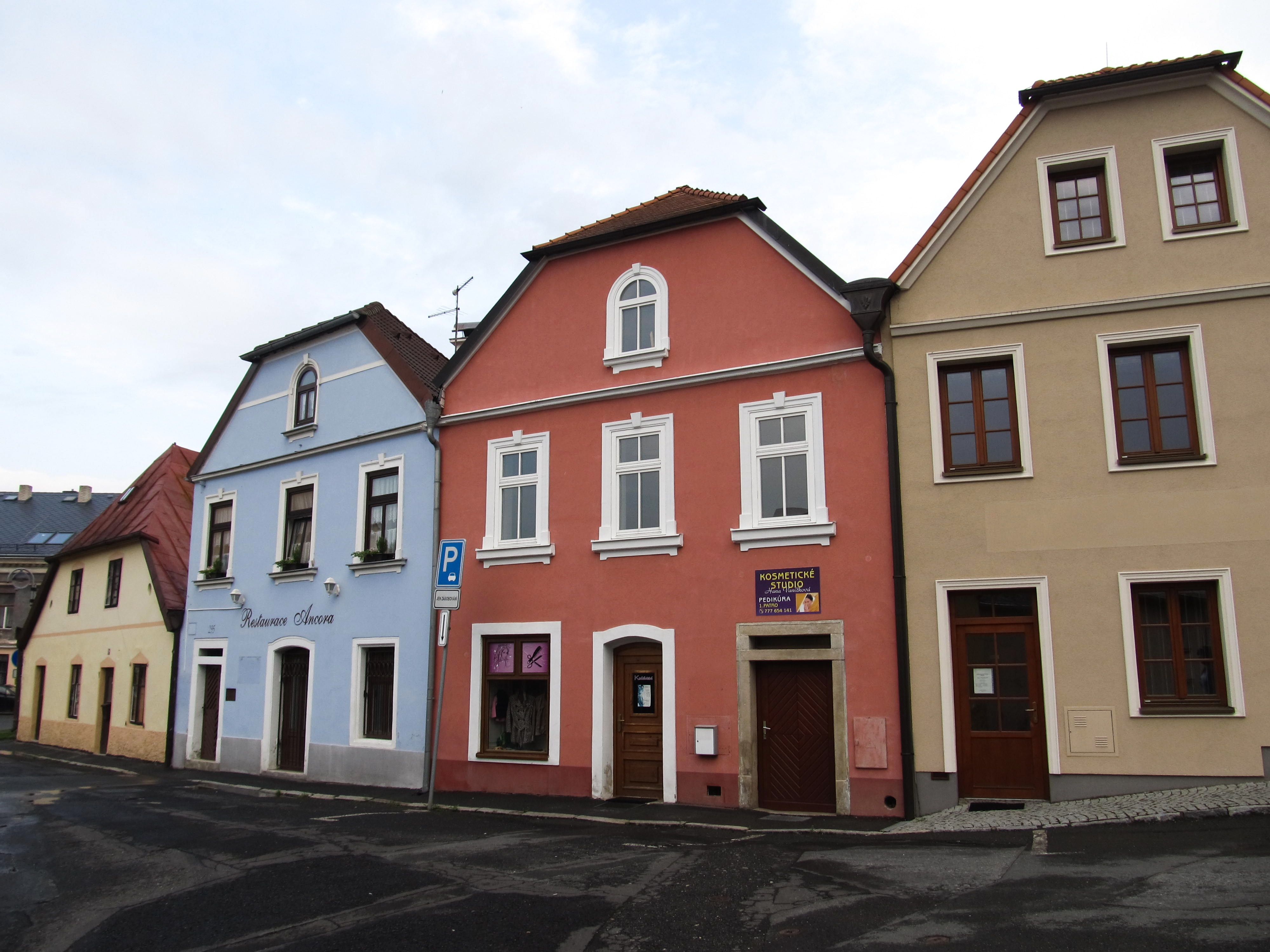
Ulice Dolní Předměstí
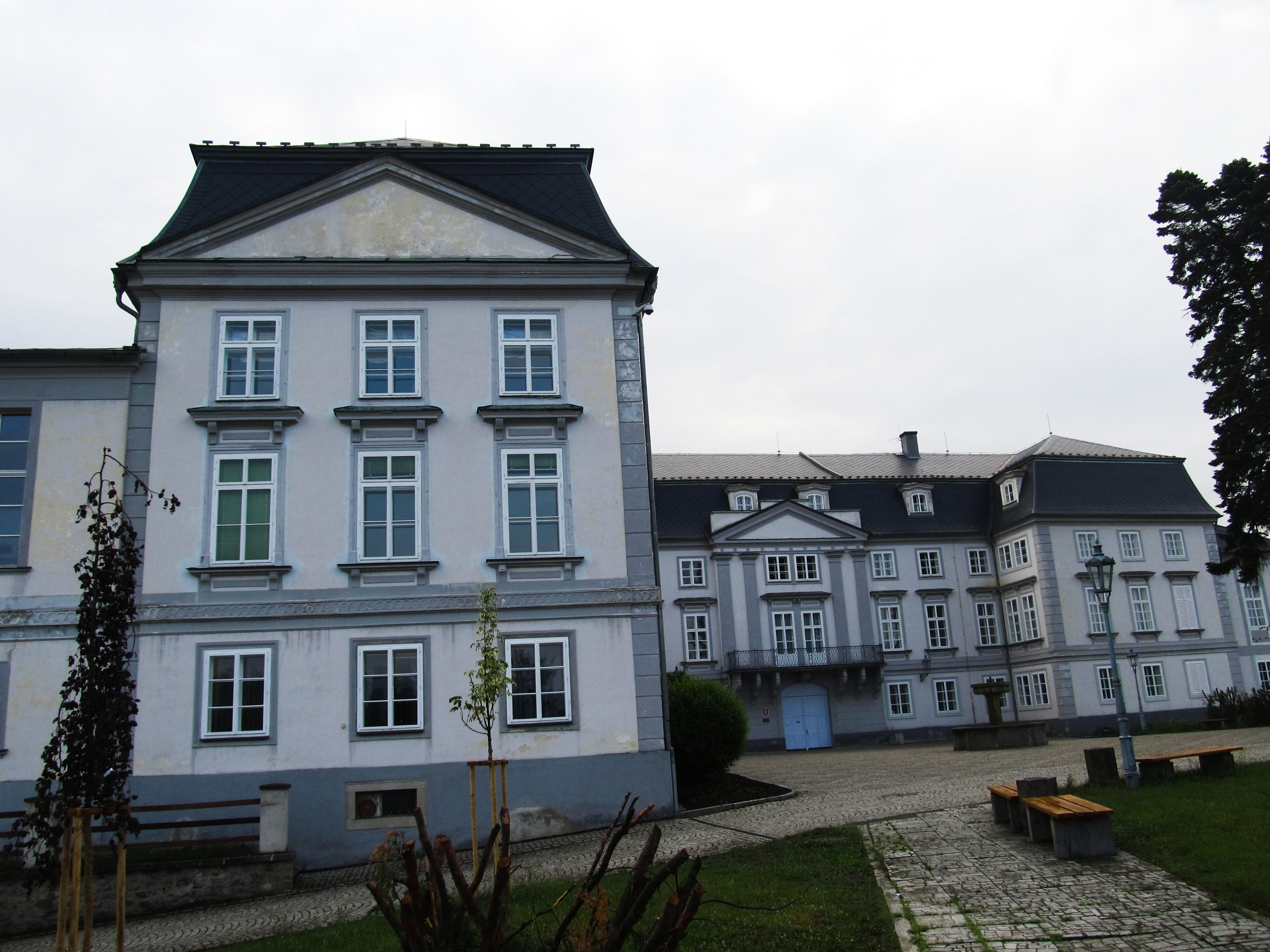
Zámek
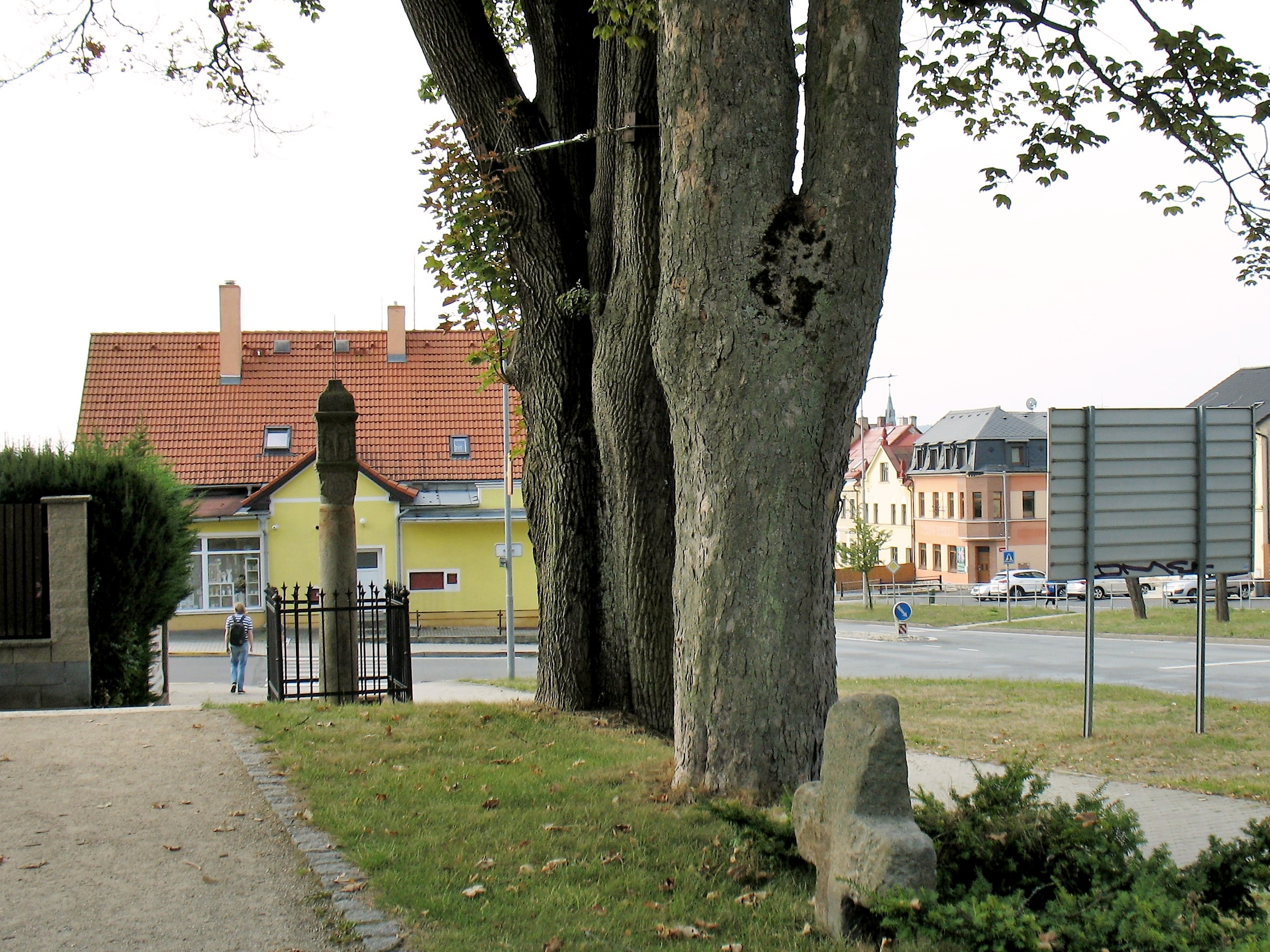
Boží muka a smírčí kříž u autobusového nádraží
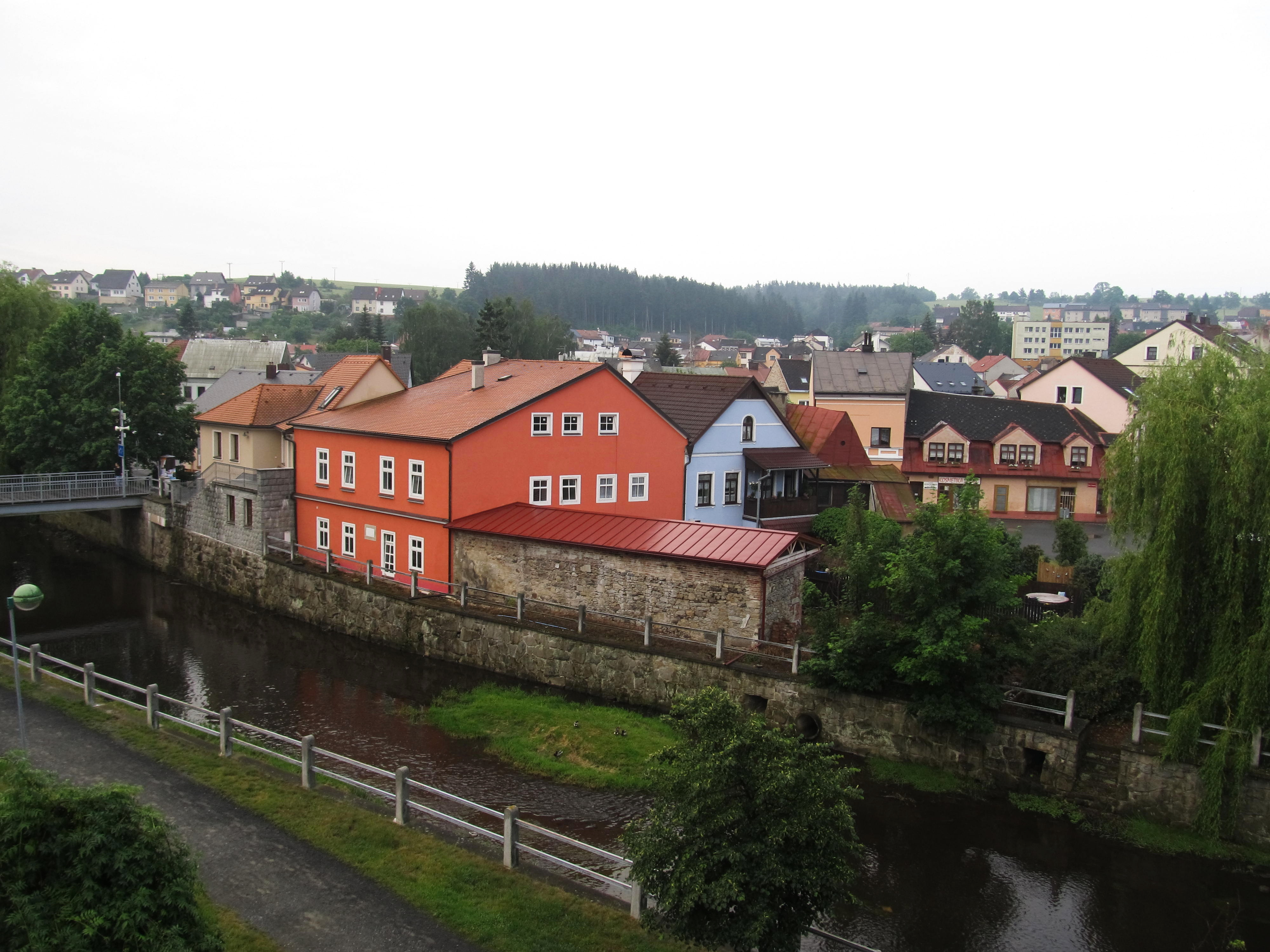
Řeka Mže pod zámkem
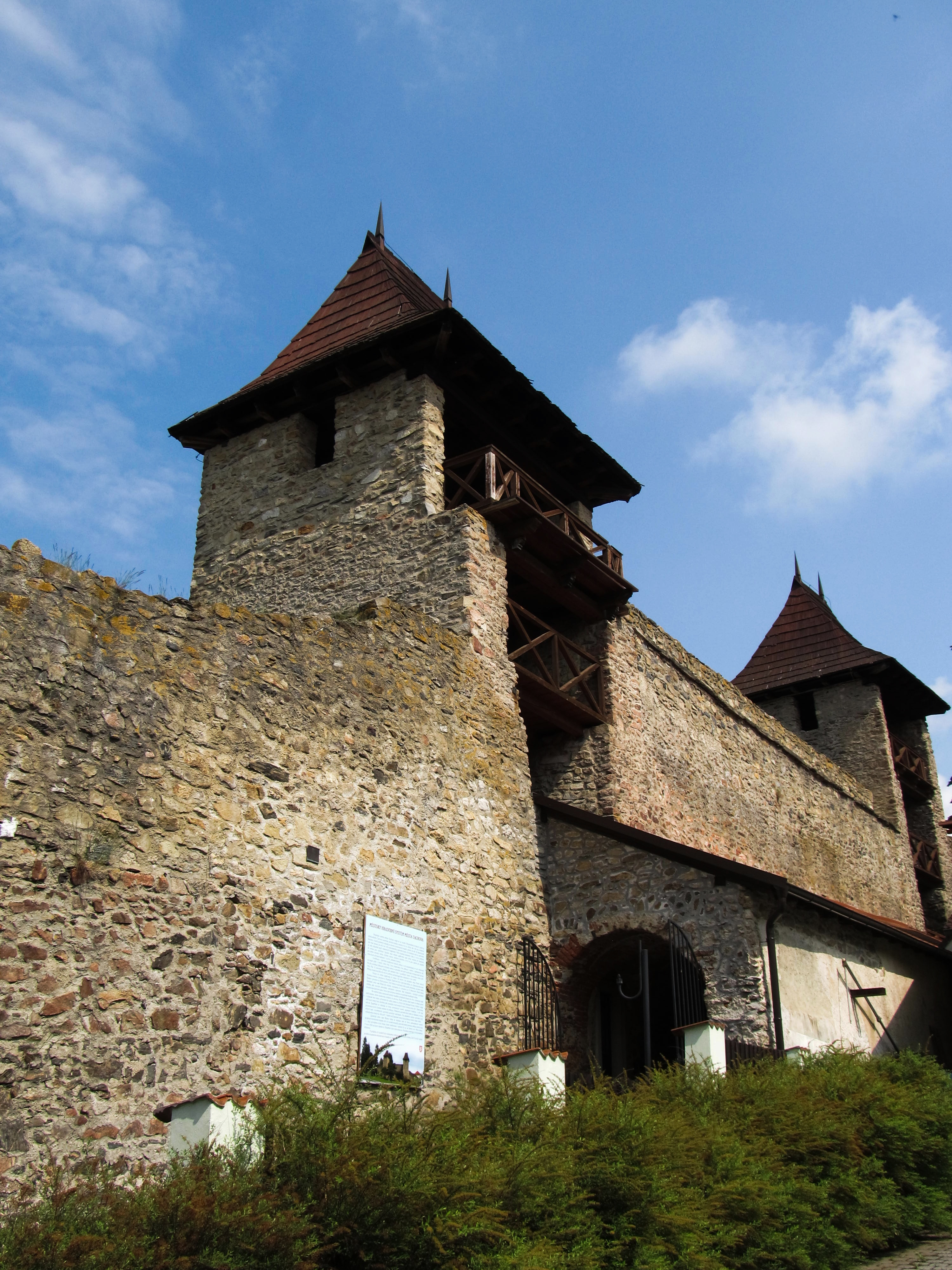
Městské hradby z Příhradební ulice
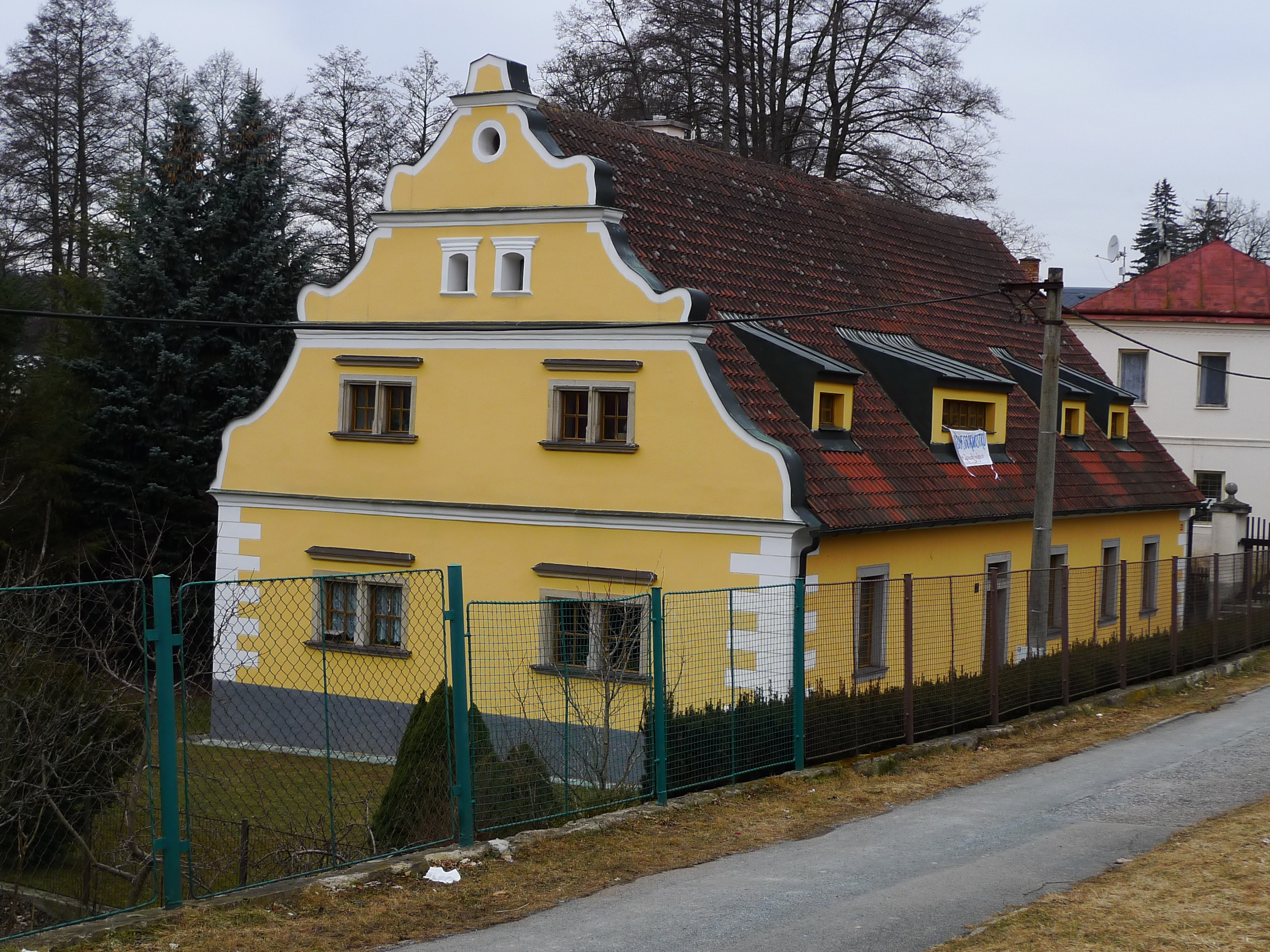
Husmannův mlýn
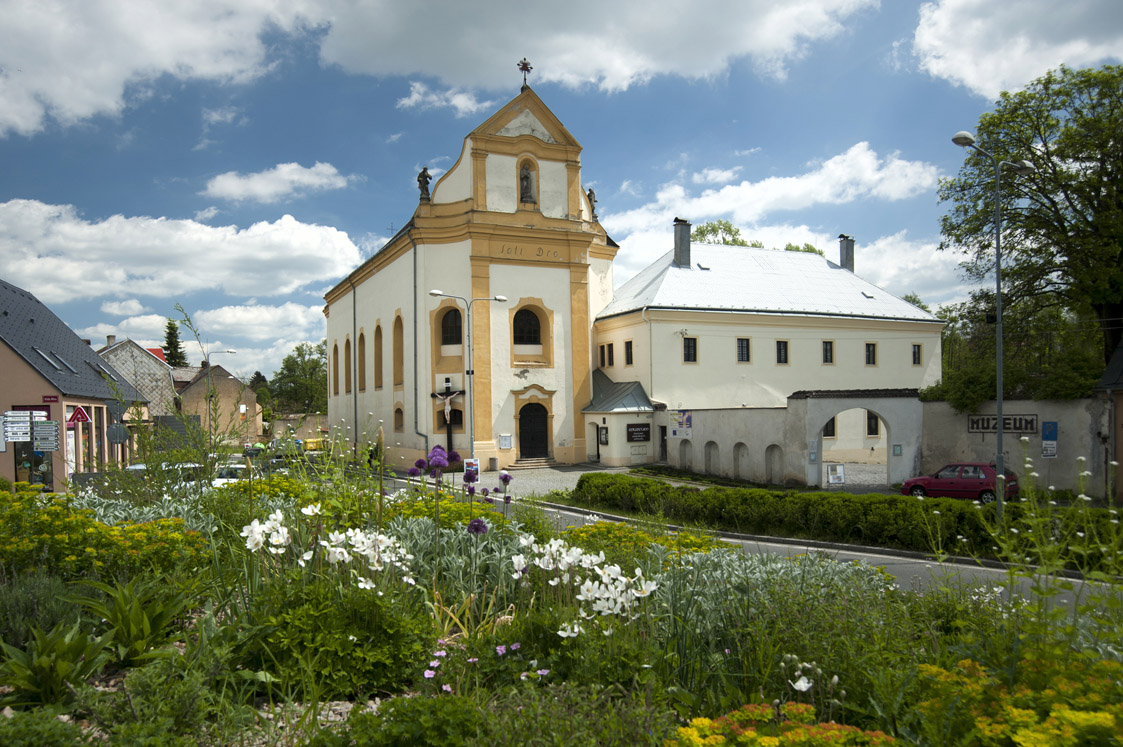
Kostel svaté Maří Magdaleny a františkánský klášter
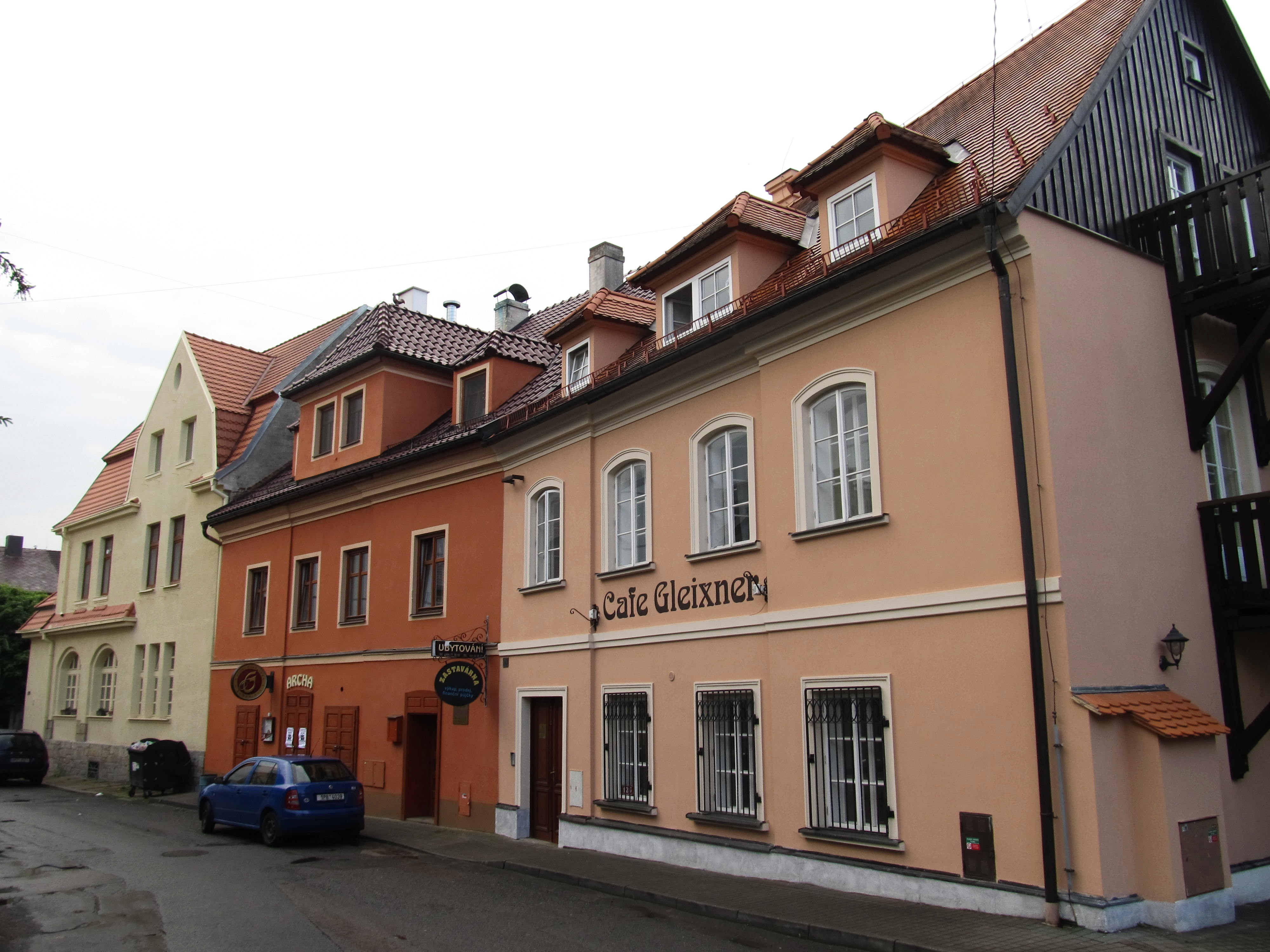
Ulice K. H. Borovského
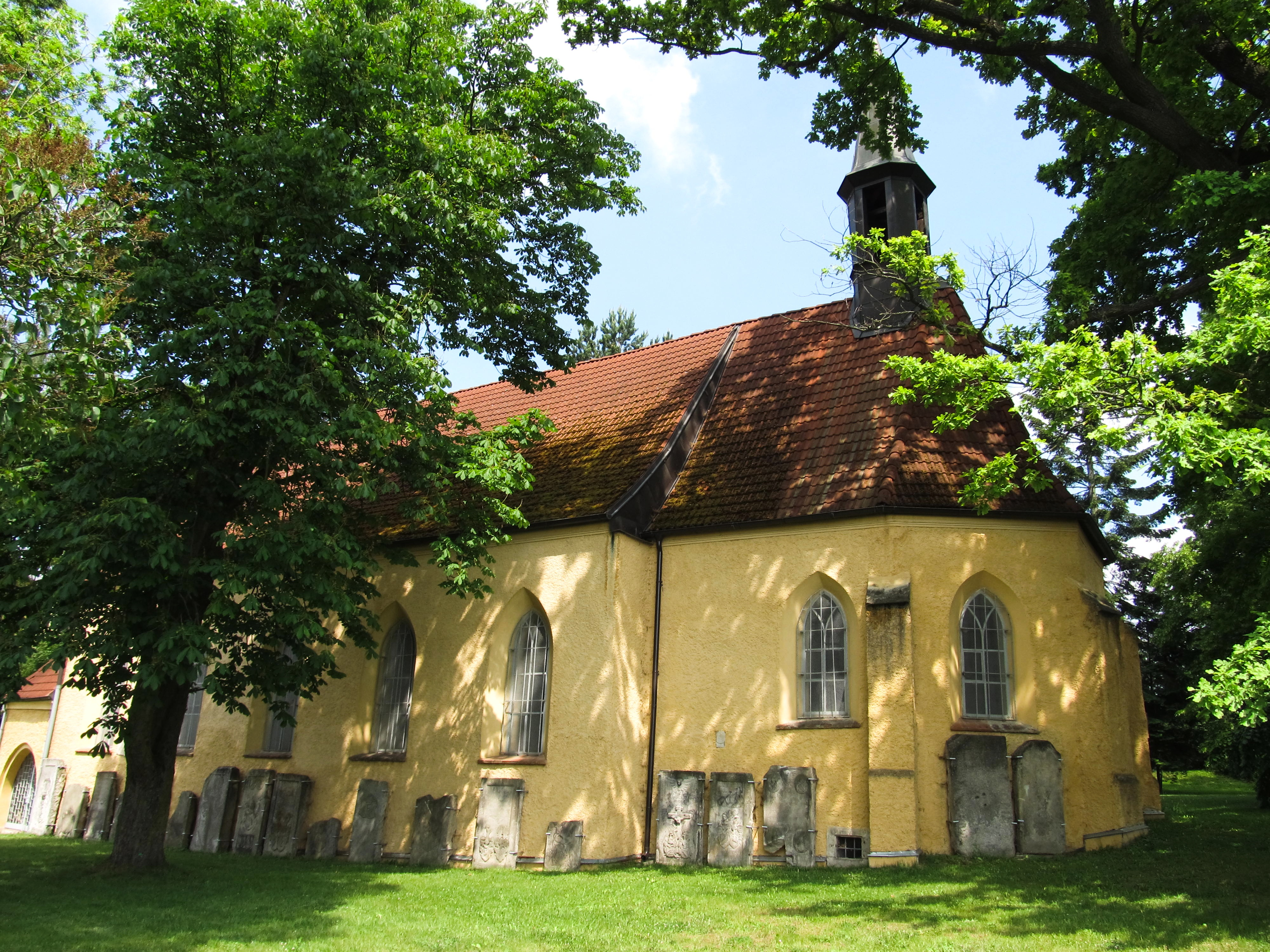
Kostel svatého Václava
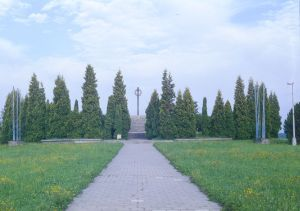
Mohyla obětem pochodu smrti na Višňovce